# 922-es busz (Budapest)
A budapesti 922-es jelzésű éjszakai autóbusz a Széll Kálmán tér és Budakeszi, Dózsa György tér között közlekedik. A járatot a MÁV Személyszállítási Zrt. üzemelteti. A viszonylat a nappali 22A vonalán közlekedik, viszont Budakeszi felé betér a 222-es Honfoglalás sétány végállomásához is. Hétvégén hajnalban 922B jelzéssel kiegészítő járata közlekedik Budapest és Zsámbék között.

## Története
2005. szeptember 1-jétől közlekedik. A vonalat 2014. július 15-étől a Volánbusz üzemelteti.
2013. február 1-jétől a 922-es busz Dózsa György tér felé betér a Honfoglalás sétányhoz is.
2020. május 1-jétől Temető utca megállóhely helyett az újonnan létesült Budakeszi temető megállót érinti.
2022. június 18-án hajnaltól a 783-as és a 789-es buszok éjszakai indulásai helyett az új 922B viszonylat közlekedik Budapest és Zsámbék között.

## Útvonala
| Budakeszi, Dózsa György tér felé |
| Széll Kálmán tér M vá. – Budapest, Margit körút – Széll Kálmán tér – Szilágyi Erzsébet fasor – Budakeszi út – Budakeszi, Fő utca – Temető utca – Márity László utca – Honfoglalás sétány – Márity László utca – Temető utca – Fő utca – Budakeszi, Dózsa György tér vá. |
| Széll Kálmán tér felé |
| Budakeszi, Dózsa György tér vá. – Budakeszi, Fő utca – Budapest, Budakeszi út – Szilágyi Erzsébet fasor – Széll Kálmán tér – Margit körút – Széll Kálmán tér M vá. |

## Megállóhelyei
Az átszállási kapcsolatok között az azonos, de hosszabb útvonalon közlekedő 922B busz nincs feltüntetve.
| 0                                       | Széll Kálmán tér M végállomás          | 18 | 6 916, 956, 960, 990 |
| 0                                       | Széll Kálmán tér M (a Margit körúton)  | ∫  | 916, 956, 960, 990   |
| 1                                       | Nyúl utca                              | 15 | 956                  |
| 1                                       | Városmajor                             | 14 | 956                  |
| 2                                       | Szent János Kórház                     | 13 | 956                  |
| 3                                       | Nagyajtai utca                         | 12 | 956                  |
| 4                                       | Budagyöngye                            | 11 | 956                  |
| 5                                       | Szépilona                              | 10 |                      |
| 5                                       | Kuruclesi út                           | 9  |                      |
| 6                                       | Labanc út                              | 9  |                      |
| 6                                       | Bíróság                                | 8  |                      |
| 7                                       | Vízművek                               | 8  |                      |
| 8                                       | Dénes utca                             | 7  |                      |
| 8                                       | Bölcsőde                               | 6  |                      |
| 9                                       | Irén utca                              | 6  |                      |
| 9                                       | Szépjuhászné, Gyermekvasút             | 5  |                      |
| 10                                      | Laktanya                               | 5  |                      |
| 11                                      | Országos Korányi Intézet               | 4  |                      |
| Budapest–Budakeszi közigazgatási határa |                                        |    |                      |
| 12                                      | Szanatórium utca (Vadaspark)           | 4  |                      |
| 13                                      | Erkel Ferenc utca                      | 3  |                      |
| 14                                      | Gyógyszertár                           | 2  |                      |
| 15                                      | Széchenyi utca (gimnázium)             | ∫  |                      |
| 15                                      | Budakeszi temető                       | ∫  |                      |
| 16                                      | Zichy Péter utca                       | ∫  |                      |
| 16                                      | Budakeszi, Honfoglalás sétány          | ∫  |                      |
| 17                                      | Zichy Péter utca                       | ∫  |                      |
| 17                                      | Budakeszi temető                       | ∫  |                      |
| 18                                      | Széchenyi utca (gimnázium)             | ∫  |                      |
| 19                                      | Budakeszi, városháza                   | 1  |                      |
| 20                                      | Erdő utca                              | 0  |                      |
| ∫                                       | Dózsa György tér                       | 0  |                      |
| 21                                      | Budakeszi, Dózsa György tér végállomás | 0  |                      |

### Jegyek és bérletek érvényessége
Vonaljegy: Széll Kálmán tér M – Budakeszi, Dózsa György tér
Budapest-bérlet és Budapest-jegyek: Széll Kálmán tér M – Szanatórium utca (Vadaspark)
Környéki bérlet, környéki helyközi vonaljegy és 10 km-es Dél-Buda Zónabérlet: Országos Korányi Intézet – Budakeszi, Dózsa György tér
Környéki helyi bérlet: Szanatórium utca (Vadaspark) – Budakeszi, Dózsa György tér